# Mikhail Dmitriyevich Skobelev

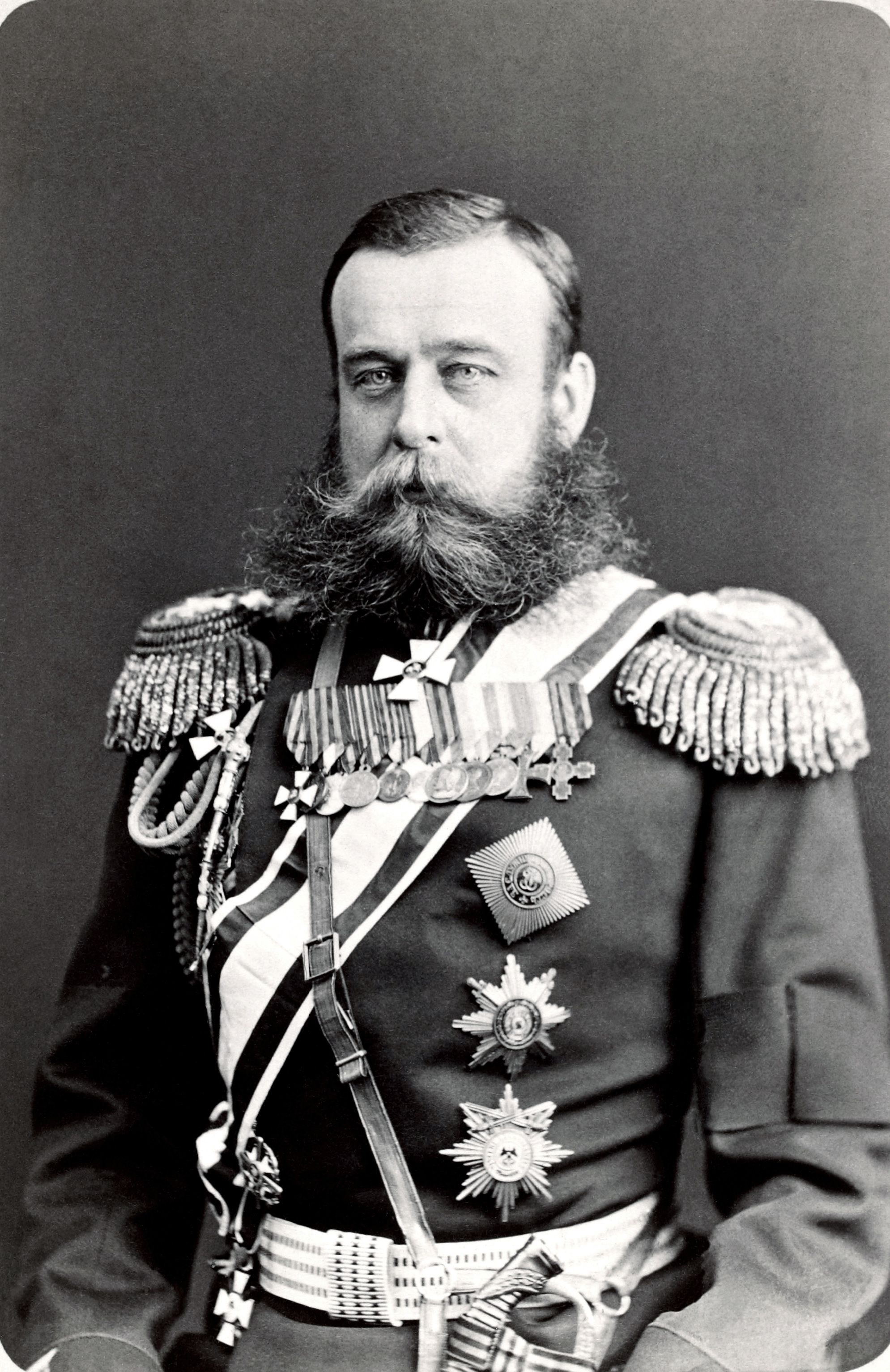
Tướng Trắng Mikhail Skobelev

Mikhail Dmitriyevich Skobelev (tiếng Nga: Михаи́л Дми́триевич Ско́белев; 29 tháng 9 năm 1843 – 7 tháng 7 năm 1882), một vị tướng Nga, nổi tiếng nhờ cuộc chinh phục Trung Á và chủ nghĩa anh hùng trong Chiến tranh Nga - Thổ Nhĩ Kỳ 1877–1878.
Skobelev sinh năm 1843 tại Sankt-Peterburg. Cha là tướng Dmitry Ivanovich Skobelev, mẹ là nhà từ thiện Olga Skobeleva. Ông được đào tạo thành sĩ quan tham mưu tại Học viện Bộ Tổng tham mưu (Đế quốc Nga)
Ông đã tham gia các chiến dịch quân sự lớn như: Khởi nghĩa Tháng giêng, Chiến dịch Khivan năm 1873, Trận Makhram, các trận Bảo vệ Shipka, Trận Harmanli, Trận Svistov, Cuộc vây hãm Plevna, trận Lovcha trong Chiến tranh Nga-Thổ Nhĩ Kỳ, trận vây hãm Geok Tepe trong Cuộc thám hiểm Akhal Tekke. Mặc bộ quân phục màu trắng và cưỡi trên một con ngựa trắng, và luôn ở trong tình trạng căng thẳng nhất trong cuộc chiến, ông được binh lính của mình biết đến và tôn sùng với biệt danh "Tướng Trắng" (và được người Thổ Nhĩ Kỳ gọi là "Pasha Trắng"). Trong một chiến dịch ở Khiva, các đối thủ người Turk của ông gọi ông là "goz ganly" hay "Đôi mắt Máu".
Cuối đời, ông còn hoạt động chính trị tích cực và theo chủ nghĩa dân tộc Nga và chủ nghĩa quân phiệt Đại Slavơ - những xu hướng chính trị nổi lên ở Nga sau này được Sa hoàng Aleksandr Đệ tam theo đuổi. Ông là một những người tiên phong của chủ trương "nước Nga là của người Nga"
Ông qua đời ngày 7 tháng 7 năm 1882 tại Moskva khi mới 38 tuổi. Việc Skobelev qua đời sớm khiến cho Nga mất đi một nhà lãnh đạo quân sự tài ba và điều này đã được chứng minh trong Chiến tranh Nga – Nhật đầu thế kỷ XX.
Thống chế Anh Bernard Montgomery đánh giá Skobelev là "chỉ huy giỏi nhất" thế giới từ năm 1870 đến năm 1914 và viết về khả năng lãnh đạo "khéo léo và đầy cảm hứng" của ông.Francis Vinton Greene cũng đánh giá cao Skobelev. Victor Kamenir đánh giá Skobelev là một trong bốn tướng lĩnh "bất tử" của Nga. Tạp chí Russia Beyond xếp Skobelev vào hàng mười danh tướng mọi thời đại của Nga.